# Ruda Pilczycka
Ruda Pilczycka – wieś w Polsce, położona w województwie świętokrzyskim, w powiecie koneckim, w gminie Słupia Konecka.
| SIMC    | Nazwa | Rodzaj     |
| ------- | ----- | ---------- |
| 0269759 | Malik | przysiółek |

W latach 1975–1998 wieś administracyjnie należała do województwa kieleckiego.
We wsi znajduje się park dworski z XVIII w., przebudowany w końcu XIX w., wpisany do rejestru zabytków nieruchomych (nr rej.: A.498 z 20.12.1957).
Wierni Kościoła rzymskokatolickiego należą do parafii św. Michała Archanioła w Pilczycy.